# Trichanthemis
Trichanthemis es un género de plantas pertenecientes a la familia Asteraceae. Comprende 12 especies descritas y solo 8 aceptadas.

## Taxonomía
El género fue descrito por Regel & Schmalh. y publicado en Trudy Imp. S. Peterburgsk. Bot. Sada 5: 617. 1877.

## Especies aceptadas
A continuación se brinda un listado de las especies del género Trichanthemis aceptadas hasta junio de 2012, ordenadas alfabéticamente. Para cada una se indica el nombre binomial seguido del autor, abreviado según las convenciones y usos:
- Trichanthemis aulieatensis (B.Fedtsch.) Krasch.
- Trichanthemis aurea Krasch.
- Trichanthemis butkovii Kovalevsk.
- Trichanthemis karataviensis Regel & Schmalh.
- Trichanthemis litwinowii (Krasch.) Tzvelev
- Trichanthemis paradoxa Tzvelev
- Trichanthemis paradoxos (C.Winkl.) Tzvelev
- Trichanthemis radiata Krasch. & Vved.